# Leucandra uschuariensis
Leucandra uschuariensis är en svampdjursart som beskrevs av Tanita 1942. Leucandra uschuariensis ingår i släktet Leucandra och familjen Grantiidae.
Artens utbredningsområde är havet utanför Chile. Inga underarter finns listade i Catalogue of Life.